# Alexis Rodríguez (lutte)
Pour les articles homonymes, voir Alexis Rodríguez et Rodríguez.
Alexis Rodríguez Valera est un lutteur cubain spécialiste de la lutte libre né le 7 juillet 1978 à La Havane.

## Biographie
Lors des Jeux olympiques d'été de 2000 se tenant à Sydney, il remporte la médaille de bronze en combattant dans la catégorie des -130 kg.